# Драмскинни

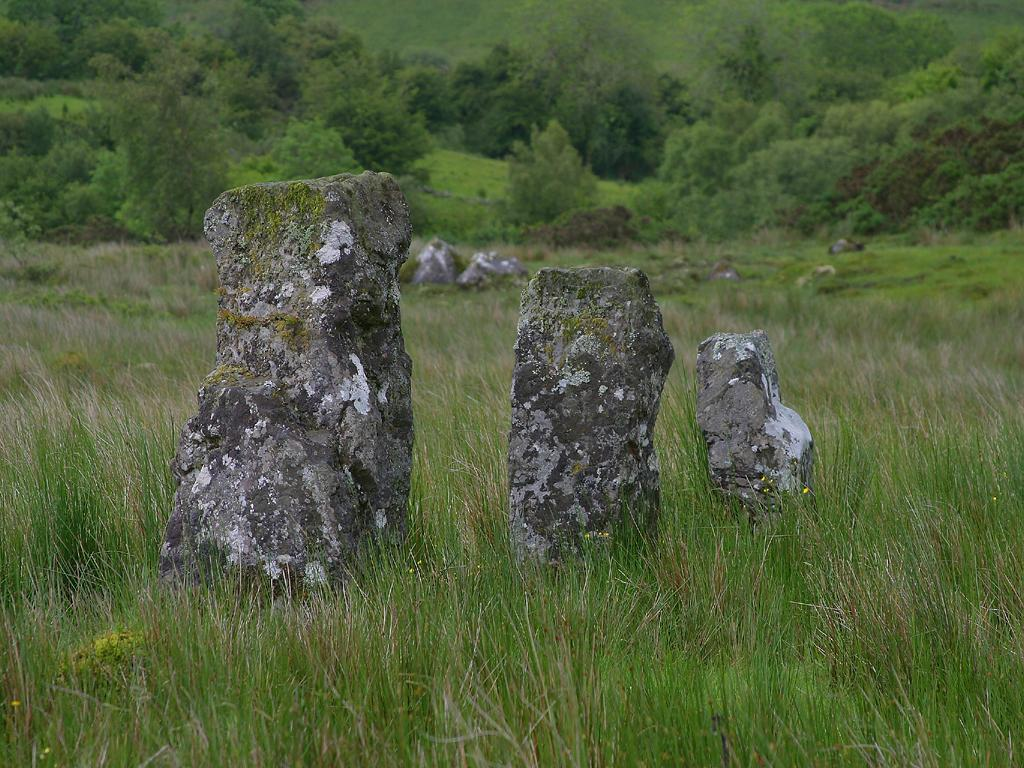
Некоторые из стоячих камней в Драмскинни

Драмскинни (Drumskinny, от ирл. Droim Scine — «ножевой хребет») — каменный круг в таунленде Драмскинни, графство Фермана, Северная Ирландия. Вместе с соседней пирамидой из камней и окрестностями, каменный круг является историческим памятником под охраной государства. Его координаты на ирландской координационной сетке — H 2009 7072; круг был раскопан в 1962 году и, как полагают, построен около 2000 года до нашей эры.
В его честь названа линия Драмскинни на спутнике Юпитера Европе.